# Ucieda
Ucieda es una localidad del municipio de Ruente (Cantabria, España). 

## Datos básicos
Está situado a 196 metros de altitud y su población es de 516 habitantes (2008). Su población se reparte en cuatro barrios: Barrio de Arriba, Barrio de Abajo, La Cuesta y Meca. En su término existieron dos despoblados, el de Rozas y el de Santa Marina. Se encuentra a 1,5 kilómetros de la capital municipal, Ruente. El gentilicio de los naturales del pueblo es «garuyu/os» y «garuya/as».

## Contexto geográfico
Se encuentra situado en el fondo de un valle, entre dos altas montañas. Está recorrido por el arroyo o río de los Vados. Destaca por su extensa zona de bosque autóctono, en particular, de cajiga.

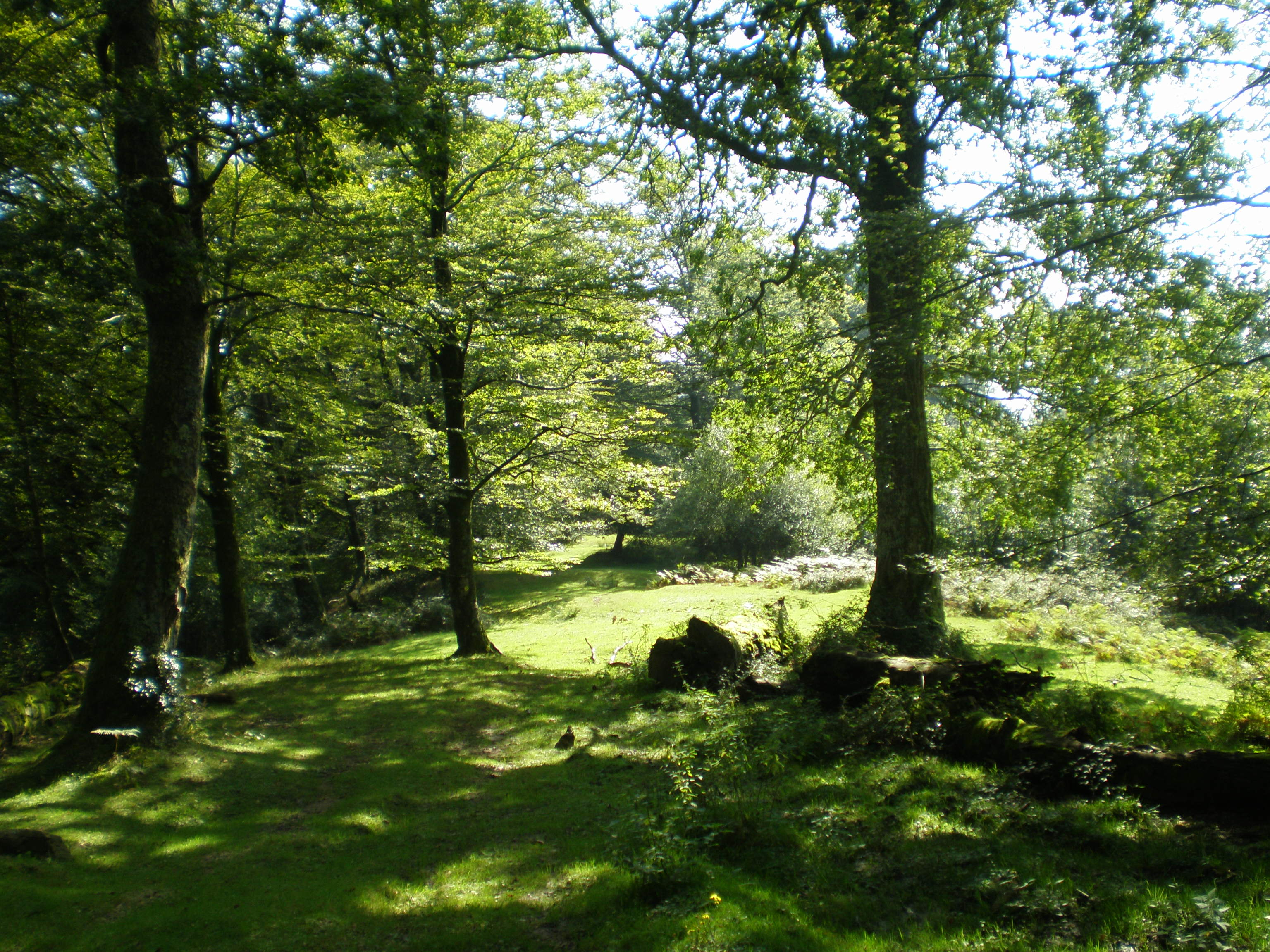
Montes de Ucieda.

## Patrimonio
Del patrimonio de Ucieda destaca la “Casona de la Canal”, incluida en el Inventario General del patrimonio Cultural de Cantabria, como Bien Inventariado, por Resolución de 5 de diciembre de 2001 (BOC 20-12-2001). Se trata de una típica casona montañesa propia del Valle de Cabuérniga, que conserva buena parte de la fábrica de los siglos XVII y XVIII. La casa posee planta rectangular, tejado a dos aguas y dos cuerpos separados por un muro cortavientos, en el que aparece labrado un escudo de armas con cueros recortados. Tiene dos plantas, con solana y soportal. La fachada principal está alzada con piedra de sillería, mientras que los muros laterales están armados con mampostería y rematados en el frente de la fachada principal en piedra de sillería, conformando los muros cortavientos, que poseen en la primera planta una pequeña ménsula labrada. 
Pueden verse, además, tres palacios de la Edad Moderna:
- El Palacio de Escagedo (en Ucieda de Arriba), de finales del siglo XVII-principios del siglo XVIII, cuya fachada norte es de sillería y tiene cuatro arcadas de medio punto. En una ventana está grabada una cruz y la fecha 1772. Actualmente el palacio está dividido en distintos apartamentos.

- La Casona de Escagedo (en Ucieda de Arriba también y a escasos 100 metros del Palacio), de alrededor del siglo XVII

- El Palacio de Quirós (en el barrio de Ucieda de Abajo), del siglo XVIII, con una fachada con tres arcadas de medio punto y el escudo de armas de Calderón.

En cuanto al patrimonio religioso ha de señalarse, en primer lugar, la iglesia de San Julián de Ucieda es del siglo XVIII, siendo su parte más antigua las bóvedas. Además hay una capilla o ermita llamada del Moral, de finales del siglo XVII, cuya portada tiene dovelas decoradas. Puede encontrarse, finalmente, un humilladero de 1890, en la carretera hacia el Monte de Ucieda.
Diez de los árboles declarados singulares por el Gobierno de Cantabria se encuentran en Ucieda. Son el Haya de Bujilices (n.º 18), el 
Haya de Cotera Pumar (n.º 31), el Roble de Buzalgoso (n.º 38), el Roble de Canalejas (n.º 9), el Roble Gordo (n.º 36), el Roble Joven (n.º 34), el Roble Tumbado (n.º 30), el Roble Viejo (n.º 35), el Haya de la Llana de Olar (n.º 20) y la Escampauca (n.º 29).

## Festividades
En Ucieda se celebra la festividad del Corpus Christi, así como Nuestra Señora del Moral, el 15 de agosto.
Sin embargo, la más famosa es la "Fiesta del Cocido" que se celebra el primer domingo de septiembre. En el Boletín Oficial de Cantabria de 18 de septiembre de 2001 se puede leer la Orden 45/2001, de 6 de septiembre, por la que se declara Fiesta de Interés Turístico Regional. Se celebra en la campa de la Casa del Monte (a 260 metros de altitud), en pleno Parque natural de Saja-Besaya. Tiene como protagonista al cocido montañés, que se prepara allí mismo con ingredientes típicos de la comarca: alubias, berza, y el compango del cerdo.

## Personas destacadas
- Fray José de la Canal (1768-1845), religioso y académica de la Real Academia de la Historia.
- Consuelo Berges Rábago (1899-1988), traductora, periodista, escritora y biógrafa. Libertaria - Mujeres del 27 "Las sinsombrero"